# Areshankar, Basavana Bagevadi
Areshankar là một làng thuộc tehsil Basavana Bagevadi, huyện Bijapur, bang Karnataka, Ấn Độ.